# Districte de Cachar
El districte de Cachar (alguna vegada apareix com a Kachar) és una divisió administrativa de l'Índia, a l'estat d'Assam, formada el 1874. El seu nom deriva de l'ètnia dels kacharis, el rei dels quals es va casar amb una princesa de Tripura i va rebre com a dot la vall del Surma. La capital és Silchar.

## Geografia
La superfície és de 3.786 km² i la població d'1.442.141 habitants. La superfície del districte era de 9.712 km² (1881) amb una diferència poc apreciable el 1901 (9.762 km²). La principal ciutat del districte era Silchar (Sadar) amb 9.526 habitants el 1901. Hi havia aleshores 1332 pobles. La població era: 235.027 (1872), 313.858 (1881), 386.483 (1891) i 455.593 (1901). Són rius principals el Jiarak o Surma i els seus tributaris (pel sud: Sonai, Ghagra, Dhaleswaki, Kiltakhal; pel nord: Jiri, Chiri, Madhura i Jating), i el Doiang (afluent del Kapili, al seu torn afluent del Brahmaputra).

### Administració
Originalment el districte estava format per tres subdivisions: Silchar, Hailakandi (després districte separat) i North Cachar (després districte separat), capital (1901) Haflang abans Gunjong (1881).
El territori va tenir alguna agregació el 1947, quan algunes thanes del districte de Sylhet li foren incorporades. El 17 de novembre de 1951 la subdivisió de North Cachar fou separada i convertida en el districte anomenat United Mikir and North Cachar Hills. L'1 de juliol de 1983 es va separar la subdivisió de Karimganj que va formar el districte de Karimganj. La subdivisió de Hailakandi es va separar l'1 d'octubre de 1989 per formar el districte d'Hailakandi.
Dues subdivisions:
- Silchar (Sadar)
- Lakhipur

15 blocks de desenvolupament:
- Banskandi
- Binnakandi
- Tapang
- Silchar
- Udharbond
- Borkhola
- Katigorah
- Kalain
- Salchapra
- Barjalenga
- Sonai
- Narsingpur
- Palonghat
- Rajabazar
- Lakhipur

## Història
Els caps kacharis vivien a la vall d'Assam, i al segle XIII ocupaven part dels posteriors districtes de Sibsagar i de Nowgong, amb capital a un lloc a la riba del Dhansiri anomenat Dimapur on encara resten algunes ruïnes. El 1536 Dimapur fou saquejada pel rei ahom d'Assam i el rei va morir; els kacharis van haver de traslladar la capital a Maibang al nord, a la zona de les Muntanyes Cachar.
Rudra Singh (Rudra Xingha), el més gran dels reis ahoms d'Assam va pujar al tron el 1695 o 1696 i va governar fins al 1714. El 1706 va enviar un exèrcit contra els kacharis i va estendre els seus dominis al sud cap a Nowgong (que era dels kacharis) ocupant Maibang (al posterior districte de North Cachar Hills) on els kacharis havien establert la capital; els kacharis es van retirar cap a les planes de Cachar; tot seguit el rei ahom va envair els dominis kacharis a la plana de Cachar que el raja kachari havia obtingut com a regal del rei de Tripura pel casament amb una de les seves filles; però per les dificultats del terreny en temps de pluja va haver de desistir. El raja kachari, Tamradhwaj, va demanar ajut dels jainties una secció dels khasis, que dominaven les terres entre les muntanyes Jaintia i Khasi fins al riu Surma (el rei jaintia Ram Singh tenia seu a Jaintiapur). Quan els ahoms es van retirar Tamradhwaj va indicar a Ram Singh que la seva ajuda no era necessària però el rei jaintia va aprofitar la mobilització que havia fet i va annexionar el territori de Tamradhwaj; aquest llavors va demanar ajut a Rudra Singh d'Ahom i aquest va enviar dos exèrcits contra Jaintiapur, un per les muntanyes i un pel país kachari. La capital jaintia fou ocupada sense dificultat; però quan es va intentar l'annexió els jainties es van revoltar com un sol home, i van forçar a la retirada d'Ahom.
Els kacharis van tenir llavors capital a Khaspur, però la vall del Kapili (al districte de Nowgong) romangué també com a territori seu fins al temps de l'ocupació britànica. Foren vassalls d'Ahom. Els britànics van arribar al país kachari per primer cop el 1762 quan Verelst va anar des de Chittagong a Khaspur, en auxili del raja de Manipur, però no va poder seguir endavant per les dificultats del terreny. La família reial es va convertir a l'hinduisme el 1790.
L'ocupació birmana d'Assam el 1819 i la decadència d'Ahom que va comportar, va provocar que els reis kachari, que ara estaven establerts a Khaspur a la plana de Cachar, esdevinguessin de fet independents però al mateix temps van començar a ser atacats pels manipuris. El rei de Manipur Marjit Singh (1813 - 1819), que devia el tron als birmans, va ocupar el país (1819) i va enderrocar al príncep Govind Chand; aquest darrer va demanar ajut als britànics que ho va rebutjar.
Però Marjit Singh es va mostrar independent i fou enderrocat pels birmans i el país va viure una època d'anarquia amb set reis més entre 1819 i 1824. El 1824 els birmans amenaçaven d'envair Cachar i Jaintia i això va fer reaccionar als britànics que ja dominaven Sylhet; la guerra entre britànics i birmans (1824-1826) es va iniciar a la frontera de Cachar però els combats principals foren a la vall del Brahmaputra.
Els britànics van restaurar a Govind Singh com a rei kachari al final de la guerra (1826) a canvi d'un tribut de 10.000 rúpies. Però aviat el nou governant va haver de cedir la part nord dels seus dominis a un rebel; un dels principals cortesans s'havia revoltat a la zona i la dominava des de feia 17 anys (1809); el rebel fou assassinat per orde de Govind, però el fill del difunt, Tula Ram, va aconseguir fer front als atacs dirigits contra ell per Govind Singh i va poder afermar el seu control i el 1829, per consell de Scott, agent del governador general a la frontera nord-est, Tula Ram va ser considerat sobirà independent i se li van reconèixer els seus territoris.
Govind fou assassinat a la seva capital, Haritikar, el 24 d'abril de 1830, per un grup d'assassins manipuris amb ajut d'assistents personals del raja, que va morir sense deixar hereus legítims directes; d'acord amb la doctrina del lapse la plana de Cachar fou posada sota administració britànica pel major T. Fisher (amb poders de col·lector i magistrat) el 30 de juny de 1830, residint a Cherrapunji, sent formalment annexionada la zona pels britànics per la proclamació de 14 d'agost de (1832); la capital es va traslladar a Dudpatil el 1833 i el 1835 a Silchar. El regne Kachari (Kachaari) estava format pels actuals districtes de Karbi Anglong, Cachar i altres, i fou incorporat al Districte de Nowgong d'Assam, a la província de Bengala, com una superintendència, fins a l'establiment del districte. Fisher va morir en el càrrec i va tenir com a successors a I.G. Burns, E.R. Lyons, E. Pearson, P.G. Verner i altres 
El territori de Tula Ram (conegut precisament per aquest raja com Territori de Tularam, però després anomenat North Cachar) fou annexionat pels britànics el 1854 aprofitant la mort de Tularam Senapati, i sota acusació d'incapacitat i mala administració dels governants. North Cachar fou incorporat com a subdivisió a la superintendència de Cachar.
El 1857 un grup de sipais procedents de Chittagong, va arribar a Cachar passant per Tripura i Sylhet, però foren derrotats i dispersat prop de Lakhipur i els que van fugir a la jungla foren morts pels kukis. La frontera sud del territori estava exposada als atacs dels lushais (mizos) que va atacar la vall el 1849, 1869, 1871 i 1892. A la part nord els atacs els feien els naga (el grup khonoma) destacant la incursió de 1880. Poc després d'això un kachari fanàtic de nom Sambhudan, es va establir a Maibang i va fer creure que tenia poders miraculosos i que havia estat enviat per restaurar el regne kachari; quan el major Boyd va anar per fer-lo presoner el va eludir i llavors va atacar la capital de la subdivisió a Gunjong, matant tres persones, retornant llavors a Maibang on finalment els seus seguidors foren dispersats per una acció policial però el major Boyd va resultar ferit i al no rebre tractament adequat va acabar morint de la ferida. Sambhudan fou finalment rodejat i mort a trets quan tractava d'escapar.
L'1 de juny de 1869 es va crear la subdivisió de Hailakandi. El 6 de febrer de 1874 el va crear el Comissionat d'Assam, i el càrrec de superintendent de Cachar fou modificat a subcomissionat, i Cachar convertit en districte. R. Stuart fou el primer subcomissionat.

## Nota
1. ↑  a la pàgina web del districte la data s'assenyala com 1770